# Phare de Quillebeuf
Le phare de Quillebeuf se trouve en rive gauche de la Seine, sur la commune de Quillebeuf-sur-Seine. Il est à 4 km en amont du pont de Tancarville, dans le Marais-Vernier, ancien méandre de l'estuaire de la Seine.

## Historique
Dès 1818, il existait déjà un feu, mais sur la rive droite de la Seine. 
Après 1824, la tourelle actuelle est édifiée sur le quai de Quillebeuf. En 1862, elle est équipée d'un feu fixe blanc. En 1908, le feu est automatisé.

## Phare actuel
Le feu de Quillebeuf est sur une tourelle en brique avec une lanterne verte à feu scintillant. Il signale une courbure de la Seine et se trouve toujours en service contrairement au phare de La Roque.
Le phare fait l’objet d’une inscription au titre des monuments historiques depuis le 24 novembre 2010.